# Vallée de l'Ambroz

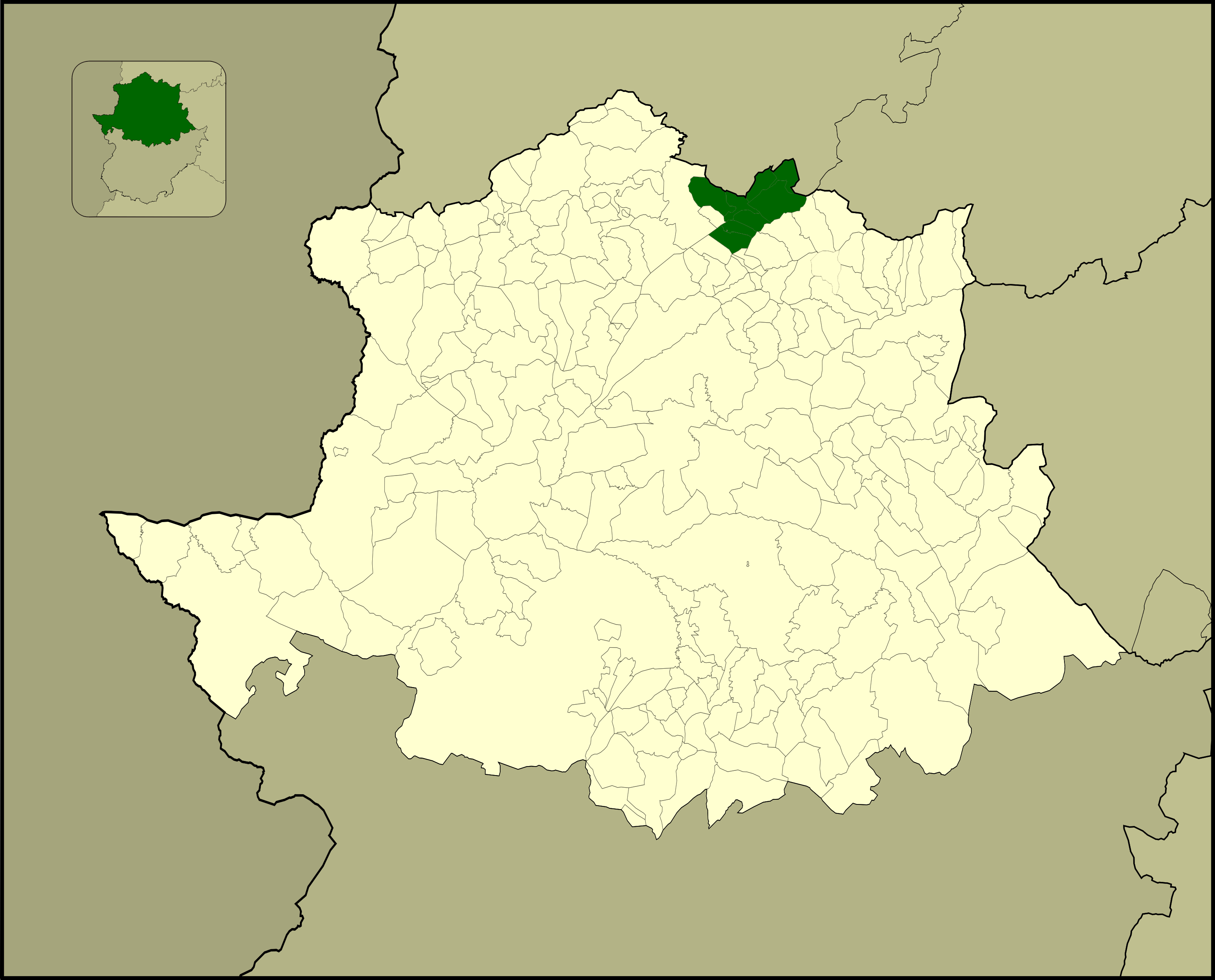
situation de la région de la vallée de l'Ambroz

La vallée de l'Ambroz est une vallée située au nord de la province espagnole de Cáceres, dans la communauté autonome d'Estrémadure. Elle prend son nom du fleuve qui la traverse. Cernée de montagnes, le pic le plus important est le Pinajarro. La Route de l'Argent traverse la vallée depuis l'époque romaine et fait d'elle un passage et une importante voie de communication entre le nord et le sud de la péninsule Ibérique.
La capitale de la vallée de l'Ambroz est une petite ville nommée Hervás. Les autres villages qui font partie de la Vallée de l'Ambroz sont Baños de Montemayor (où il y a des thermes romains), Aldeanueva del Camino, Gargantilla, Segura de Toro (des vestiges celtiques très intéressants), Casas del Monte et Abadía. Par cette Vallée passèrents beaucoup de peuples à toutes les époques: celtes, romains, musulmans, juifs et l'armée de Napoléon.
La fabrication de meubles artisanaux est l'une des activités les plus importantes. Le tourisme est aussi très développé. Le bois de châtaigniers en automne est un spectacle apprécié. En cette saison, on célèbre L'Automne Magique, un festival qui se déroule tout au long du mois de novembre et pendant lequel on réalise des activités populaires, folkloriques et culturelles de tout type.